# シルバー・スヌーピー賞
シルバー・スヌーピー賞（シルバー・スヌーピーしょう、Silver Snoopy award）は、NASAの従業員や請負業者のうち、有人宇宙飛行の安全性やミッションの成功に関連する優れた業績を上げた人物に対して授与される特別な栄誉である。賞状には、"In Appreciation" "For professionalism, dedication and outstanding support that greatly enhanced space flight safety and mission success."（「感謝を込めて」「宇宙飛行の安全性とミッションの成功を大幅に強化するプロ意識、献身、卓越したサポートを讃えて」）と書かれている。この賞は、チャールズ・M・シュルツの漫画『ピーナッツ』のキャラクターであるスヌーピーに因むものである。
この賞は、NASAの宇宙飛行士が個人的に授与するもので、その宇宙飛行士が個人的に功績が卓越していると感じた人物に対して贈られる。受賞者の職場で、受賞者の同僚が見守る中で授与者自身によって贈られる。シルバー・スヌーピー賞は、NASAのSpace Flight Awareness（SFA）プログラムによって監督されている賞のうちの1つである。
受賞者には、NASAの宇宙飛行ミッションで宇宙空間へ運ばれたことのある、スターリングシルバー製の「シルバー・スヌーピー」のピンバッジ、表彰状（シルバー・スヌーピーのピンバッジが飛行したミッションが記載されている）、および署名された額入りのシルバースヌーピー証明書が贈られる。その他、スヌーピーのデカールやポスターなども贈られる。

## 歴史

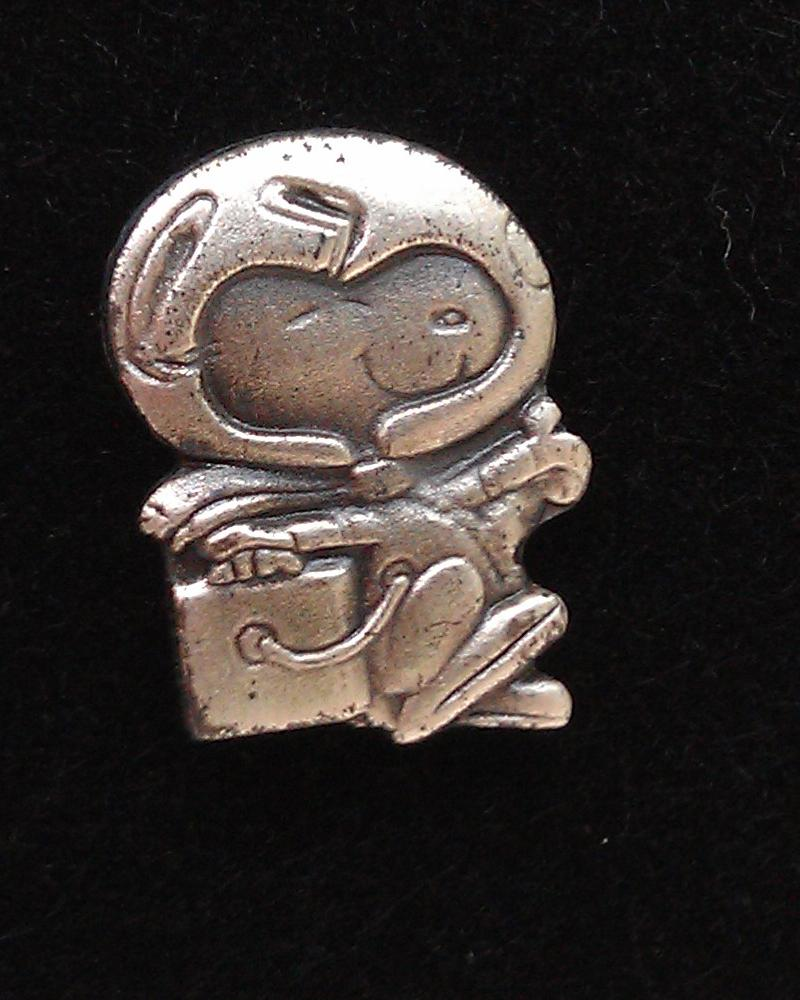
「シルバー・スヌーピー」のピンバッジ。STS-116ミッションで宇宙へ飛んだ。

マーキュリー計画とジェミニ計画が完了した後、NASAは、従業員や請負業者の間で、自分たちの仕事の、飛行の安全性、宇宙飛行士、ミッションに与える影響についての認識を高めるための方法はないかと考えていた。NASAは、米国林野局のスモーキー・ベアのような、一般に知られ受け入れられる宇宙飛行のシンボルを使用したいと考えていた。
シルバー・スヌーピー賞のアイデアは、有人宇宙船センター（現在のジョンソン宇宙センター）の広報室長だったアル・チョップによるものである。彼は、スヌーピーを宇宙飛行士として取り上げ、従業員の優れた貢献が認められて宇宙飛行士から授与される賞を作成したいと考えていた。
チャールズ・M・シュルツは、アメリカの宇宙計画を熱心に支持していたことから、賞にスヌーピーを使用するというアイデアを歓迎した。シュルツとユナイテッド・フィーチャー・シンジケート（『ピーナッツ』の配給元）は、NASAに対し、宇宙飛行士の格好をしたスヌーピー"Snoopy the Astronaut"を無料で使用させることに同意した。ピンバッジの元となったデザインはシュルツ自身が描き、この賞のプログラムの宣伝用ポスターのための絵もシュルツが提供した。

## 受賞要件
以下の条件のうち1つでも満たしているNASAまたはその請負業者の従業員は、シルバー・スヌーピー賞の受賞資格がある。
- 品質と安全性を確保しながら、通常の作業要件を超えて、有人宇宙飛行プログラムの開発と実装に大きく貢献した。
- 品質と安全性を確保しながら、特定の有人宇宙飛行プログラムの目標の達成に大きな影響を与えた単一の特定の成果を達成した。
- 有人宇宙飛行プログラムに直接関係する大幅なコスト削減、または、少額でも多数のコスト削減に貢献した。
- 信頼性、効率、またはパフォーマンスを向上させる有人宇宙飛行ミッションのハードウェア、ソフトウェア、または材料への変更の開発に尽力してきた。
- 効率やパフォーマンスを向上させる運用の改善を支援した。
- 大幅なプロセス改善を開発する上で重要な役割を果たしてきた。
- NASAプログラムをサポートするために、基本的なタスクの説明責任を大幅に超えて貢献した。
- 有人宇宙飛行プログラムをサポートするために、長期間にわたって高品質のパフォーマンスを維持した。

## 受賞者

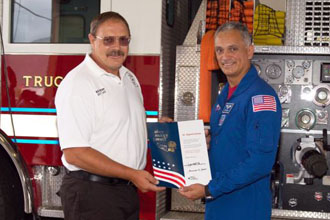
ジョン・D・オリバース宇宙飛行士から賞を受け取る救急救命士(EMT)のラルフ・ブラウン

1968年以来、2016年1月の時点で、約15,000人がシルバー・スヌーピー賞を授与されている。
シルバー・スヌーピー賞は、対象となる受賞者の1%以下に制限されている。1人が生涯で受け取ることができるシルバー・スヌーピー賞は1回だけである。この賞は、死亡時、退職時、NASAの業務から離れる時の表彰として授与されるものではない。
ピンバッジを紛失した場合は、SFAパネルの裁量で、宇宙へ行っていないピンバッジを代わりに受け取ることができる。